# Lo guarracino
Lo guarracino ('O Guarracino en napolitain) est une chanson napolitaine populaire écrite sous la forme d'un virelangue de dix-neuf strophes et composée sur un rythme soutenu de tarentelle par des auteurs inconnus au XVIIIe siècle. Elle raconte une histoire d'amours et de querelles entre poissons de la baie de Naples.

## Résumé
Le Guarracino (la castagnole) veut se marier. Il tombe amoureux de la Sardella (la sardine) et demande à la Vavosa (la blennie) d'arranger le mariage. La Patella (la patelle), qui les a espionnés, apprend ces nouvelles amours à l'Alletterato (la thonine), ancien petit ami de la Sardella, ce qui déclenche une bagarre entre les deux fiancés. La querelle s'étend à tous les poissons de la parentèle et du voisinage des deux factions opposées qui se trouvent chacun une bonne raison de se bagarrer. La chanson ne se termine pas complètement car le chanteur est à bout de souffle et demande à l'aimable assistance de l'autoriser à boire à la santé de toutes et de tous.

## Transcriptions
Avant d'être fixé et codifié dans le répertoire de la chanson napolitaine par l'imprimerie, le guarracino s'est transmis par la tradition orale sans qu'il puisse être remonté à son auteur originel du XVIIIe siècle dont il est toutefois possible d'affirmer la familiarité avec le milieu marin de la baie de Naples autorisant seule une telle connaissance de ses habitants. Le premier à avoir transcrit le texte est Wilhelm Müller lors de son bref voyage en Italie en 1817 au cours duquel il a recueilli nombre de poésies et de chansons populaires publiées en 1829, deux ans après sa mort, par son ami Oskar Ludwig Bernhard Wolff (de) sous le titre d'Egeria. Le texte de Müller qui provient de la tradition orale est fidèle à la forme des authentiques chants populaires : c'est un langage dialectal non littéraire et tant la musique que le texte sont pratiquement oubliés. C'est Guillaume Louis Cottrau qui a publié pour la première fois, cette même année 1829, dans la troisième édition de ses Passatempi musicali, le texte bien plus littéraire et complet que l'on connaît, virelangue de dix-neuf strophes accompagné d'un arrangement pour piano et titré Canzone sulla tarentella.

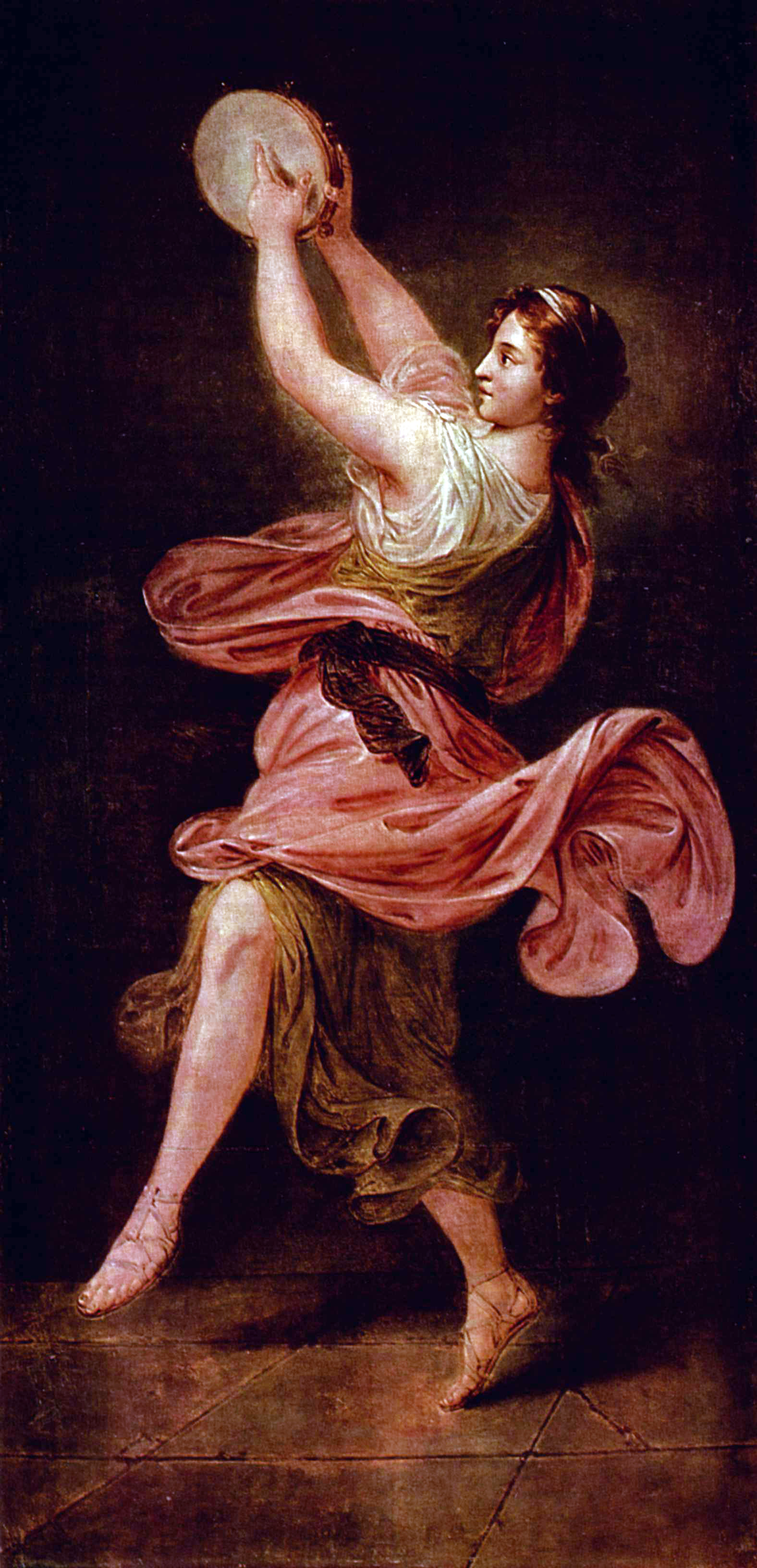
Bernhard Rode, Mädchen mit Tamburin (1785), musée de l'Ermitage (Saint-Pétersbourg).

## Interprétations
Parmi les interprétations notables de la chanson se trouvent celles de Sergio Bruni, dans une première anthologie en 1956 avec un orchestre symphonique dirigé par Giuseppe Anepeta (it), insérée par la suite dans le recueil Pentagramma Napoletano puis dans l'Antologia della Canzone Napoletana, réalisée entre 1984 et 1991, celle de Roberto Murolo dans son Antologia napoletana, celle de Fausto Cigliano accompagné par Mario Gangi (it), celle de la Nuova Compagnia di Canto Popolare, avec les voix polyphoniques, les instruments à plectre et les percussions de l'ensemble musical, celle de Marco Beasley et Pino De Vittorio (it) avec l'ensemble Accordone ou encore celle du Neapolis Ensemble,.
Michelangelo Fornaro a réalisé un court métrage inspiré de la chanson, lauréat du David di Donatello pour le meilleur court métrage 2005 (it),.
Dans les pages du Goût de Naples consacrées à la résurrection des villanelles et des tarentelles par Roberto De Simone, Pascale Lismonde précise que le très célèbre Guarracino, chanson satirique (de) du répertoire traditionnel, raconte l'opposition du peuple napolitain aux Bourbons régnant sur la cité parthénopéenne.

## Texte de la chanson et illustration des organismes marins énumérés
La chanson énumère, en napolitain, le nom de nombreuses variétés de poissons, mollusques et crustacés et autres organismes marins. Inventaire original de la faune marine de la baie de Naples, elle répertorie près d'une centaine d'organismes qui peuplaient les eaux du golfe dans la période où elle a été écrite. Le naturaliste Arturo Palombi (1899-1986) est l'un des premiers à avoir associé chacun des organismes cités avec les espèces scientifiques correspondantes. Plus récemment, la biologiste marine Maria Cristina Gambi, chercheuse au laboratoire d'écologie du benthos du Conseil national de la recherche d'Ischia en a identifié, à partir d'une enquête auprès des pêcheurs de l'île, quatre-vingt-quatorze espèces différentes, dont quatre-vingt-treize avec précision. Les paroles sont traduites en français par Jean Guichard pour le livret de l'enregistrement du Neapolis Ensemble.
| Texte en napolitain | Illustration des organismes marins |
| --- | --- |
| I O' Guarracino che jéva pe mare le venne voglia de se 'nzorare, se facette nu bello vestito de scarde de spine pulito pulito cu na perucca tutta 'ngrifata de ziarèlle 'mbrasciolata, co lo sciabò, scolla e puzine de ponte angrese fine fine.                                | Lo Guarracino. |
| II Cu li cazune de rezze de funno, scarpe e cazette de pelle de tunno, e sciammeria e sciammereino d'aleche e pile de voje marino, co buttune e bottunera d'uocchie de purpe, secce e fera, fibbia, spata e sciocche 'ndorate de niro de secce e fele d'achiate.                | Tunno. · Aleca. · Voje marino. · Purpo. · Seccia. · Fera. · Achiata. · Conchiglie. · Aluzze. |
| III Doje belle cateniglie de premmone de conchiglie, no cappiello aggallonato de codarino d'aluzzo salato, tutto pòsema e steratiello, ieva facenno lo sbafantiello e gerava da ccà e da llà; la 'nnammorata pe se trovà!                                                       | Anonyme, Danseurs de tarentelle (1828). · Attilio Pratella, Pescatori a Napoli (XIXe siècle). |
| IV La Sardella a lo barcone steva sonanno lo calascione; e a suono de trommetta ieva cantanno st'arietta: «E llarè lo mare e lena e la figlia da sià Lena ha lasciato lo nnamorato pecché niente l ha rialato».                                                                 | Sardella. |
| V Lo Guarracino 'nche la guardaje de la Sardella se 'nnamoraje; se ne jette da na Vavosa la cchiù vecchia maleziosa; l'ebbe bona rialata pe mannarle la mmasciata: la Vavosa pisse pisse chiatto e tunno nce lo disse.                                                          | Vavosa. |
| VI La Sardella 'nch'a sentette rossa rossa se facette, pe lo scuorno che se pigliaje sotto a no scuoglio se 'mpizzaje; ma la vecchia de la Vavosa subbeto disse: «Ah schefenzosa! De sta manera non truove partito 'ncanna te resta lo marito.                                  | Anton Romako, Tarantellatänzer und Mandolinenspieler (vers 1889). · Oswald Achenbach, Am Strand von Neapel (XIXe siècle). |
| VII Se aje voglia de t'allocà tanta smorfie non aje da fa'; fora le zeze e fora lo scuorno, anema e core e faccia de cuorno». Ciò sentenno la sié Sardella s'affacciaje a la fenestrella, fece n'uocchio a zennariello a lo speruto 'nnammoratiello.                            | Thomas Uwins, Napolitains dansant la tarentelle (XIXe siècle). · Friedrich Thøming, Pêcheurs à Naples (1848). |
| VIII Ma la Patella che steva de posta la chiammaje faccia tosta, tradetora, sbrevognata, senza parola, male nata, ch'avea 'nchiantato l'Alletterato primmo e antico 'nnamorato; de carrera da chisto jette e ogne cosa 'lle dicette.                                            | Patella. · Alletterato. |
| IX Quanno lo 'ntise lo poveriello se lo pigliaje Farfariello; jette a la casa e s'armaje e rasulo, se carrecaje comm'a no mulo de scoppette e de spingarde, povere, palle, stoppa e scarde; quattro pistole e tre bajonette dint'a la sacca se mettette.                        | Andrea di Bonaiuto, Farfarello, détail de la fresque de la Chapelle des Espagnols, basilique Santa Maria Novella (Florence). |
| X 'Ncopp'a li spalle sittanta pistune, ottanta mbomme e novanta cannune; e comm'a guappo pallarino jeva trovanno lo Guarracino; la disgrazia a chisto portaje che mmiezo a la chiazza te lo 'ncontraje: se l'afferra p' 'o crovattino e po lle dice: "Ah malandrino!            | Anonyme, Napolitains en fête (XIXe siècle). · Giuseppe Carelli, Vue de Naples (XIXe siècle). |
| XI Tu me lieve la 'nnammorata e pigliatella sta mazziata". Tuffete e taffete a meliune le deva pàccare e secuzzune, schiaffe, ponie e perepesse, scoppolune, fecozze e conesse, scerevecchiune e sicutennosse e ll'ammacca osse e pilosse.                                      | Carte postale, Naples, Tarentelle (1903). · Attilio Pratella, Pêcheurs à Naples (XIXe siècle). |
| XII Venimmoncenne ch'a lo rommore pariente e amice ascettero fore, chi co mazze, cortielle e cortelle, chi co spate, spatune e spatelle, chiste co barre e chille co spite, chi co ammennole e chi co antrite, chi co tenaglie e chi co martielle, chi co torrone e sosamielle. | Pietro Fabris, Tarantelle au palais de donn'Anna avec le Vésuve en fond (XVIIIe siècle). · Giuseppe Carelli, Pêcheurs dans le golfe de Naples avec le Vésuve en fond (XIXe siècle).                                                                                         |
| XIII Patre, figlie, marite e mogliere s'azzuffajeno comm'a fere. A meliune correvano a strisce de sto partito e de chillo li pisce Che bediste de sarde e d'alose! De palaje e raje petrose! Sarache, dientece ed achiate, scurme, tunne e alletterate!                         | Sarda. · Alosa. · Palaja. · Raja petrosa. · Saraco. · Dientece. · Scurmo. · Tunno. · Alletterato. |
| XIV Pisce palumme e pescatrice, scuorfene, cernie e alice, mucchie, ricciole, musdee e mazzune, stelle, aluzze e storiune, merluzze, ruongole e murene, capodoglie, orche e vallene, capitune, auglie e arenghe, ciefere, cuocce, tracene e tenche.                             | Pisce palummo. · Pescatrice. · Scuorfeno. · Cernia. · Alice. · Mucchia. · Ricciola. · Mazzune. · Stella. · Aluzzo. · Storiune. · Merluzzo. · Ruongolo. · Murena. · Capodoglio. · Orca. · Vallena. · Capitune. · Auglia. · Arenga. · Ciefero. · Cuoccio. · Tracena. · Tenca. |
| XV Treglie, tremmole, trotte e tunne, fiche, cepolle, laune e retunne, purpe, secce e calamaro, pisce spate e stelle de mare, pisce palumme e pisce martielle, voccadoro e cecenielle, capochiuove e guarracine, cannolicchie, ostreche e ancine,                               | Treglia. · Tremmola. · Trotta. · Tunno. · Fica. · Cepolle. · Launo. · Retunno. · calamare. · Pisce spata. · Pisce martielle. · Voccadoro. · Stella de mare. · Capochiuooe. · Cannolicchie. · Ostreca. · Ancine.                                                             |
| XVI Vongole, cocciole e patelle, pisce cane e grancetielle, marvizze, marmure e vavose, vope prene, vedove e spose, spinole, spuonole, sierpe e sarpe, scauze, nzuoccole e co le scarpe, sconciglie, gammere e ragoste, vennero nfino co le poste.                              | Vongola. · Cocciola. · Pisce cane. · Grancetiello. · Marvizzo. · Marmura. · vopa. · Spinola. · Spuonelo. · Sierpo. · Sarpa. · Sconciglie. · Gammero. · Ragosta. · Capitune. · Sauro.                                                                                        |
| XVII Capitune, saure e anguille, pisce gruosse e piccerille, d'ogni ceto e nazione, tantille, tante, cchiu tante e tantone! Quanta botte, mamma mia! Che se devano, arrassosia! A centenare le barrate! A meliune le petrate!                                                   | « La tarentelle », scène du ballet de Nicolò Gabrielli, L'Étoile de Messine (1861) à l'Opéra de Paris. · Oswald Achenbach, Coucher de soleil sur la baie de Naples. |
| XVIII Muorze e pizzeche a beliune ! A delluvio li secozzune! Non ve dico che bivo fuoco se faceva per ogne luoco! Ttè, ttè, ttè, ccà pistulate! Ttà, ttà, ttà, ccà scoppettate! Ttù, ttù, ttù, ccà li pistune! Bu, bu, bu, llà li cannune!                                      | Henrique Bernardelli, Tarantella (détail, vers 1886). · Franz Ludwig Catel, Pêcheurs à Mergellina (XIXe siècle). |
| XIX Ma de cantà so già stracquato e me manca mo lo sciato; sicché dateme licienzia, graziosa e bella audenzia, nfi che sorchio na meza de seje, co ssalute de luje e de leje, ca se secca lo cannarone sbacantànnose lo premmóne.                                               | Karl Briullov, Tarantelle (XIXe siècle). · Carl Blechen, Trois pêcheurs devant le golfe de Naples (ver 1829). |